# Partido Popular Fascista de Suecia
El Partido Popular Fascista de Suecia (en sueco: Sveriges Fascistiska Folkparti) fue un partido político fascista y más tarde nacionalsocialista en Suecia. Fue fundado el 3 de septiembre de 1926 por un círculo alrededor de la publicación Nationen. Su cuadro estaba formado por miembros de la Organización de Lucha Fascista de Suecia (inicialmente llamada organización Sveriges Fosterländska Kamporganisation en el comienzo). Ideológicamente, el partido inicialmente estuvo fuertemente influenciado por el fascismo italiano y Benito Mussolini, pero más tarde, el enfoque se desplazó hacia el nacionalsocialismo alemán. Hasta 1929, la organización usó las fasces como símbolo, sin embargo, más tarde fue reemplazado por tres coronas que representan su apoyo a la monarquía sueca colocada sobre un círculo blanco con un fondo rojo similar a la bandera del NSDAP que representa su cambio de ideología hacia el nacionalsocialismo. 

## Historia
Konrad Hallgren, un exoficial alemán, fue una de las personas que comenzó la organización y también se convirtió en el líder del partido. Otros miembros importantes incluyeron al entonces cabo Sven Olov Lindholm y al teniente Sven Hedengren. Tenía estrechas conexiones con al menos un miembro destacado del Freikorps contrarrevolucionario alemán que, después del asesinato de la marxista Rosa Luxemburgo se mudó a Suecia. 
En 1929, una delegación del partido que incluía a Hallgren y Lindholm asistió a la Parteitag de NSDAP en Núremberg. Después del regreso de Alemania, el partido cambió su nombre a Partido Nacional Socialista del Pueblo de Suecia (Sveriges Nationalsocialistiska Folkparti). 
El 19 de enero de 1930, el partido se dividió con miembros de Stig Bille que se rebelaron contra Hallgren formando la Nueva Liga Popular Sueca. En 1930, el partido se fusionó con el Partido Nacionalsocialista de Agricultores y Obreros de Suecia. Más tarde, ese mismo año, se fusionó con la Nueva Liga Popular Sueca, formando el Partido Nacional Socialista Sueco.